# 奧格拉鄉

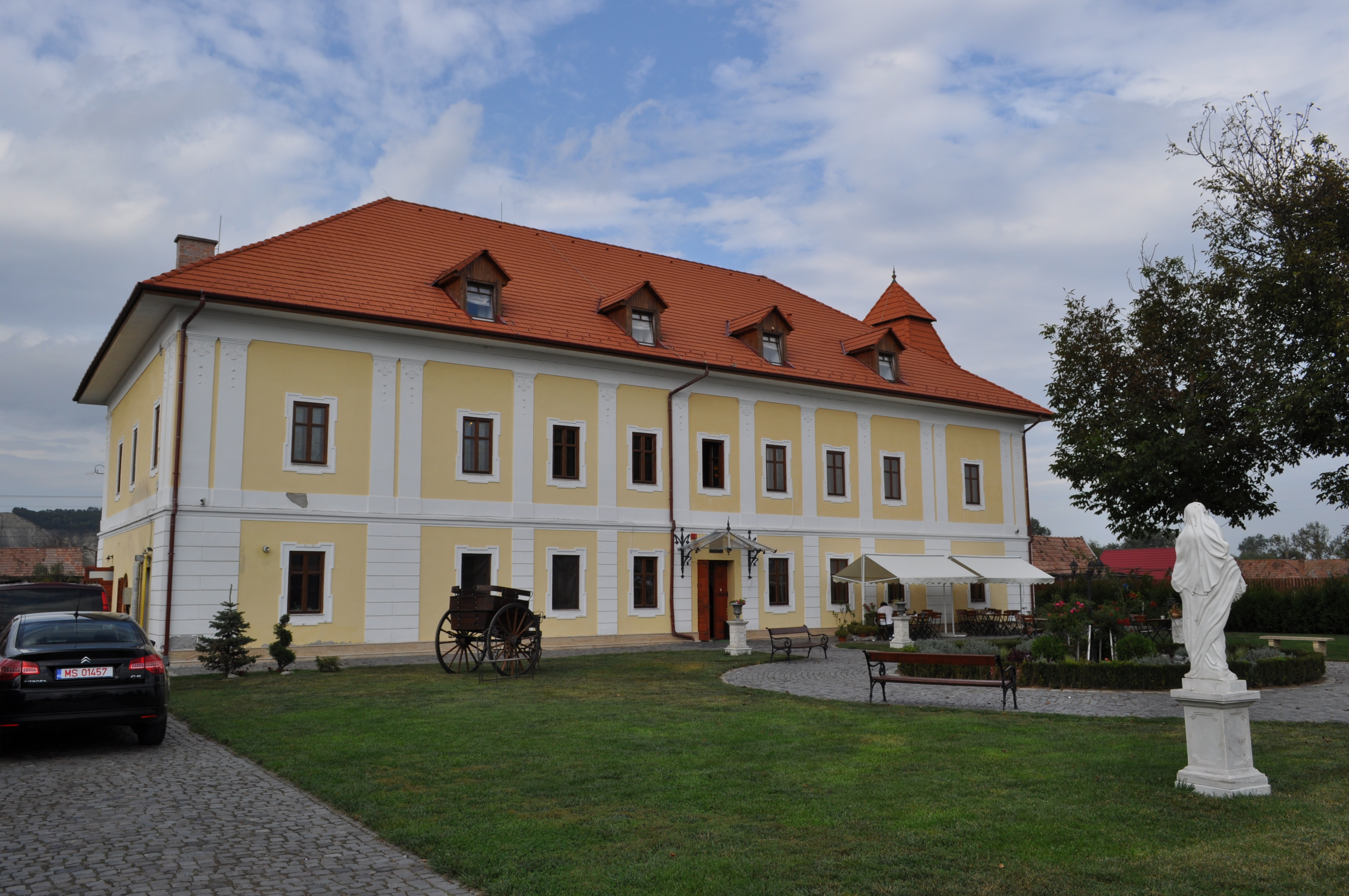

46°26′N 24°19′E / 46.433°N 24.317°E
奧格拉鄉（羅馬尼亞語：Comuna Ogra, Mureș），是羅馬尼亞的鄉份，位於該國中部，由穆列什縣負責管轄，面積52平方公里，海拔高度304米，2007年人口2,499，人口密度每平方公里48人。